# Scilla platyphylla
Scilla platyphylla är en sparrisväxtart som beskrevs av John Gilbert Baker. Scilla platyphylla ingår i släktet blåstjärnesläktet, och familjen sparrisväxter. Inga underarter finns listade i Catalogue of Life.